# Luka Marjanović
Luka Marjanović (Zavalje kraj Bihaća, 18. listopada 1844. – Zagreb, 8. rujna 1920.), pravnik
Studij prava završio u Zagrebu, doktorat stekao u Beču (1872). Namjesni prof. austr. gradj. prava na Pravoslovnoj akademiji u Zagrebu (1872-74), prof. kanonskog prava na Pravnom fakultetu u Zagrebu (1974-1903); dekan i rektor Sveučilišta (1889-90). Predstojnik odjela za pravosuđe zemaljske vlade (1893). Značajan je njegov etnografski rad: sakupio i objavio Hrvatske narodne pjesme što se pjevaju u Gornjoj Hrvatskoj Krajini i Turskoj Hrvatskoj (1864). Na poticaj MH prikupljao 1886-88 pjesme muslimanskih pjevača iz Bosne (Hrvatske narodne pjesme III-IV., 1898-99).